# Durian

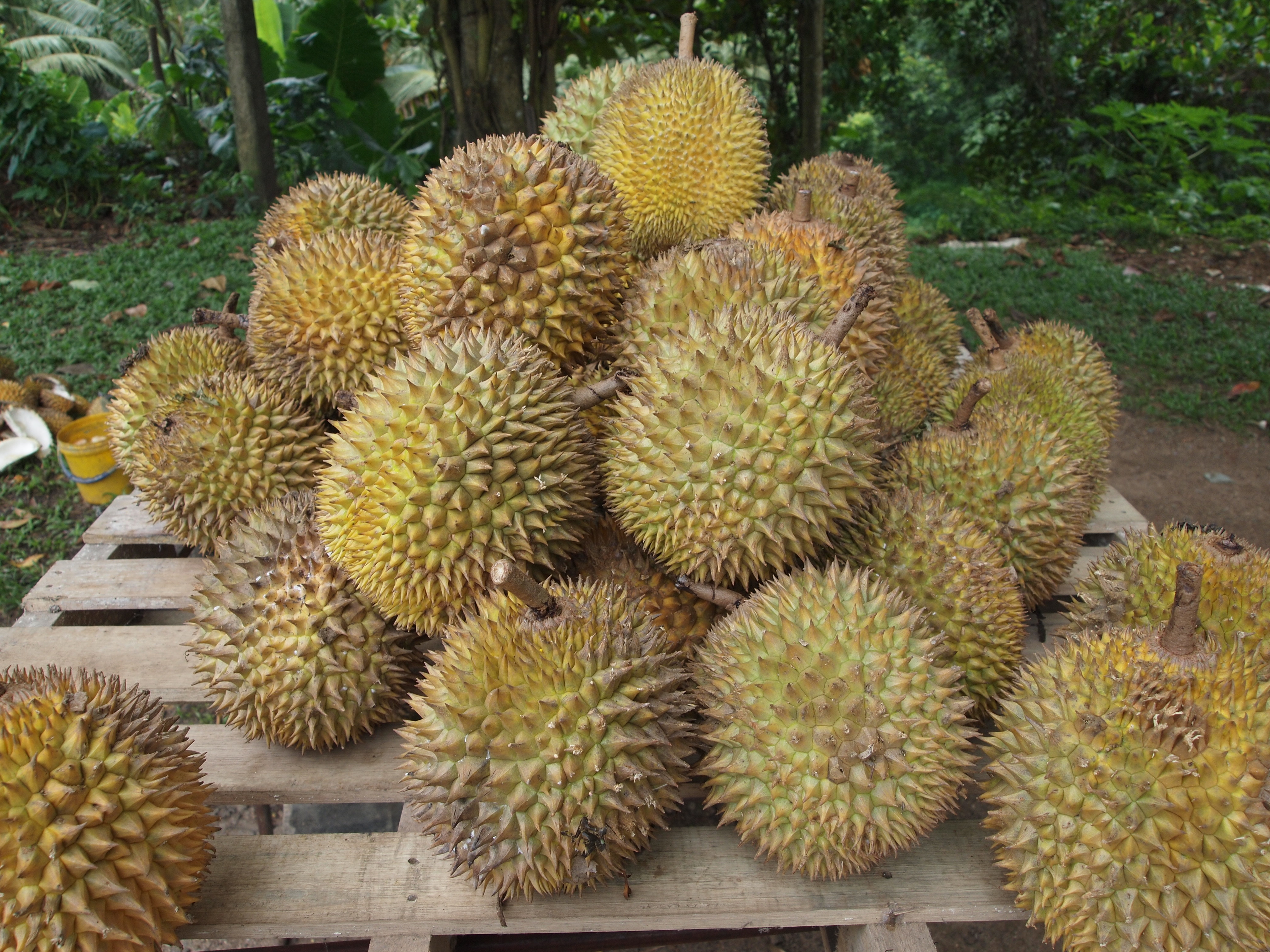
Il durian, detto re dei frutti

Il durian (noto anche con il nome di "durion"), italianizzato in durione, è il frutto di diverse essenze arboree appartenenti al genere Durio, che annovera oltre 30 specie riconosciute, di cui almeno nove producono frutta commestibile; in Thailandia sono state denominate oltre 300 varietà, 102 in Indonesia e 100 in Malesia. Durio zibethinus è l'unica specie disponibile sul mercato internazionale, mentre le altre specie sono vendute unicamente nei mercati locali.
Considerato dagli asiatici come il "re dei frutti", il durian si distingue per le grandi dimensioni, il forte odore e la buccia spinosa. La polpa del frutto può essere consumata in varie fasi della maturazione e viene usata per accompagnare un'ampia varietà di cibi, sia salati sia dolci. I semi possono essere consumati previa tostatura.

## Etimologia
Apparso per la prima volta in Occidente alla fine del XV secolo, il termine "durian" è un sostantivo derivato dalla parola malese dūrī (spina), denominazione data per via delle numerose sporgenze acuminate che ricoprono la buccia del frutto.

## Origine, diffusione e storia

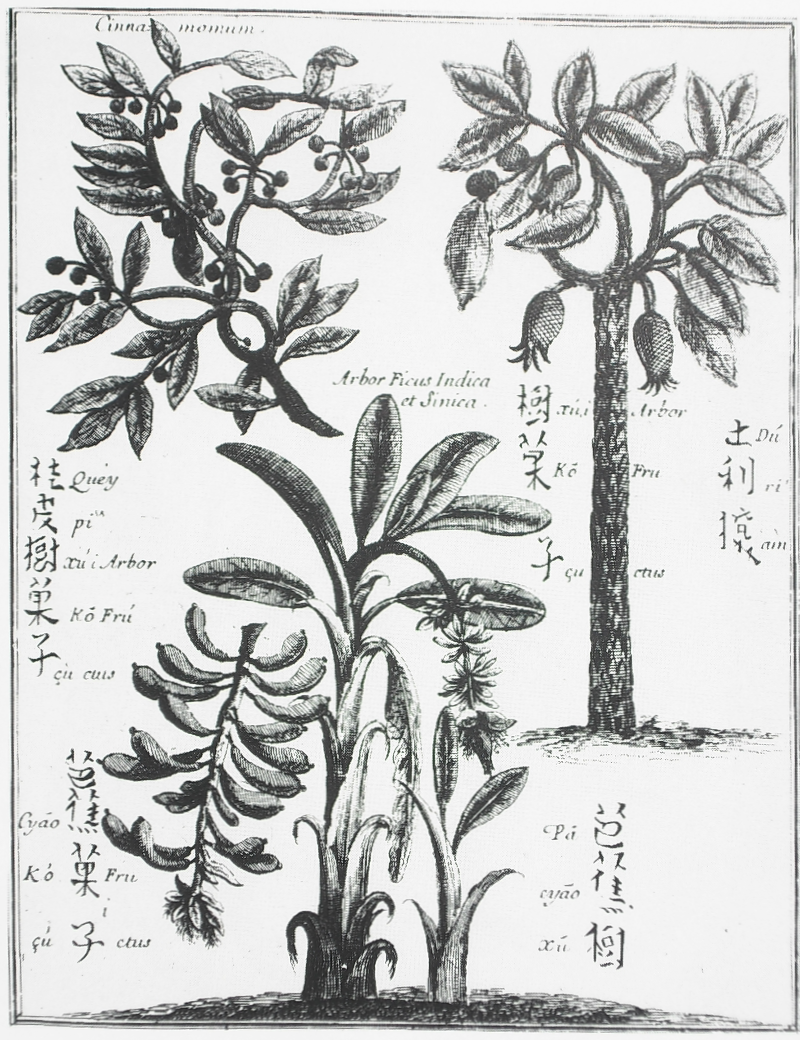
Il polacco Michal Boym disegnò per la prima volta il durian, riportato poi nelle scuole europee (1655)

Probabilmente originario della regione compresa fra le isole del Borneo e Sumatra, l'albero di durian cresce spontaneamente nella penisola malese, mentre viene coltivato nella penisola indiana e in Nuova Guinea. Attraverso la Birmania, la sua coltivazione avviene anche in Vietnam, Thailandia, in alcune aree delle Filippine (in particolare nelle isole di Mindanao e Sulu, Visayas e Luzon), a Zanzibar, a Pemba e alle Hawaii. La prima notizia giunta in Occidente riguardo al frutto è quasi certamente quella presente in un resoconto (tradotto dal latino dall'erudito Poggio Bracciolini) del mercante veneziano Niccolò Da Conti (1395-1469), il quale viaggiò nelle Indie nel XV secolo; secondo tale testimonianza:
(Niccolò Da Conti)
Nel 1572 si trova un'ulteriore descrizione del frutto all'interno del Discurso de las cosas aromaticas di Juan Fragoso, primo medico del re di Spagna Filippo II; similmente nell'Herbarium Amboinense del botanico tedesco Georg Eberhard Rumphius (1627-1702) il frutto è esaminato in modo più accurato e ne viene redatta la complessa tassonomia. Il genere Durio vide la sottrazione e l'aggiunta di molte specie sin dalla sua denominazione, e durante le prime fasi dello studio tassonomico ci furono alcune difficoltà nel distinguere il durian dalla graviola, poiché entrambe le specie hanno una buccia spinosa e verde. Inoltre la seconda, in malese, è chiamata durian Belanda, ovvero "durian olandese". Il Durio zibethinus fu introdotto per la prima volta nello Sri Lanka dai portoghesi, durante il XVI secolo, e successivamente venne importato anche nelle Americhe, sebbene in coltivazioni limitate ai giardini botanici. Nel Sud-est asiatico il durio è coltivato da secoli a livello locale, probabilmente dalla fine del XVIII secolo, e commercialmente dalla metà del XX secolo.
Nel 1949 il botanico britannico Edred John Henry Corner pubblicò The Durian Theory, or the Origin of the Modern Tree, nel quale spiegò che l'endozoocoria, ossia il trasporto dei semi a opera degli animali, sorse prima di qualsiasi altro metodo di dispersione dei semi del frutto. Ritenne inoltre che i primi antenati della specie durio si diffusero in questo modo. Dall'inizio degli anni novanta, la domanda locale e internazionale di durian nell'area dell'Associazione delle Nazioni del Sud-est asiatico (ASEAN) aumentò in modo significativo, anche a causa dell'incremento demografico della popolazione asiatica. Nel luglio 2018 l'agenzia di ricerca spaziale thailandese inviò degli esemplari di durian Mon Thong nello spazio, per studiarne eventuali variazioni nella forma e nel gusto; l'obiettivo finale dell'esperimento fu quello di rendere disponibile tale cibo per gli astronauti.

## Descrizione

### Frutto

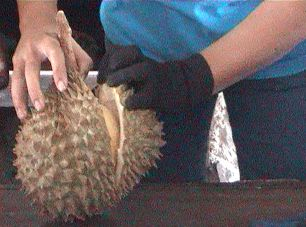
Un venditore apre il durian con l'ausilio dei guanti protettivi

Il frutto del durian cresce su ogni ramo dell'albero e matura circa tre mesi dopo l'impollinazione. Può arrivare fino a 30 centimetri di lunghezza e a 15 di diametro e in genere pesa da uno a tre chilogrammi; la forma viene definita ovoidale o tondeggiante. Esternamente presenta una buccia dura, di colore verde o marrone e ricca di spine piuttosto appuntite e spesse; esse hanno una forma genericamente piramidale e rendono pertanto difficile maneggiare il frutto senza l'ausilio di guanti protettivi. Al di sotto si trova la polpa, che può avere un colore giallo pallido o rossastro, a seconda della specie. L'interno è suddiviso in sezioni, separate da una membrana non commestibile.

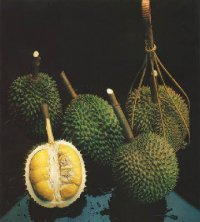
Frutto del durian. Si notano la buccia spinosa e dura e la polpa gialla

Una caratteristica notevole del durian è il suo intenso odore: alcune persone lo considerano una fragranza piacevolmente dolce, mentre altri lo trovano opprimente e sgradevole, tanto da associarlo a quello di cipolle marce, trementina e liquami grezzi. La sua persistenza, che può durare fino a diversi giorni, ha fatto sì che il frutto venisse vietato in alcuni hotel e mezzi pubblici del Sud-est asiatico. Al contrario, il naturalista gallese Alfred Russel Wallace, nel XIX secolo, ne descrisse la polpa come «una ricca crema aromatizzata al sapore di mandorle». Tra le trenta specie conosciute del durio, nove di esse sono state identificate come commestibili: D. zibethinus, D. dulcis, D. grandiflorus, D. graveolens, D. kutejensis, D. macrantha, D. oxleyanus e D. testudinarius. Esistono tuttavia molte altre specie il cui frutto non è mai stato raccolto o esaminato correttamente. Inoltre, sebbene il durian sia simile nell'aspetto al giaca, tra i due non c'è alcuna correlazione.
Durio zibethinus è l'unica specie coltivata commercialmente su larga scala e disponibile al di fuori della regione di provenienza; essendo a impollinazione aperta, mostra una notevole diversità nel colore e nell'odore tra i frutti, nelle dimensioni della polpa e dei semi e nella fenologia degli alberi. Il termine "zibethinus" si riferirebbe allo zibetto indiano, il Viverra zibetha, come sostenuto da Linneo; tuttavia sulla questione esiste un disaccordo, poiché esso può riferirsi sia al fatto che gli zibetti mangiano una grande quantità di durian, sia all'odore della polpa, che somiglia a quello di uno zibetto.

### Albero

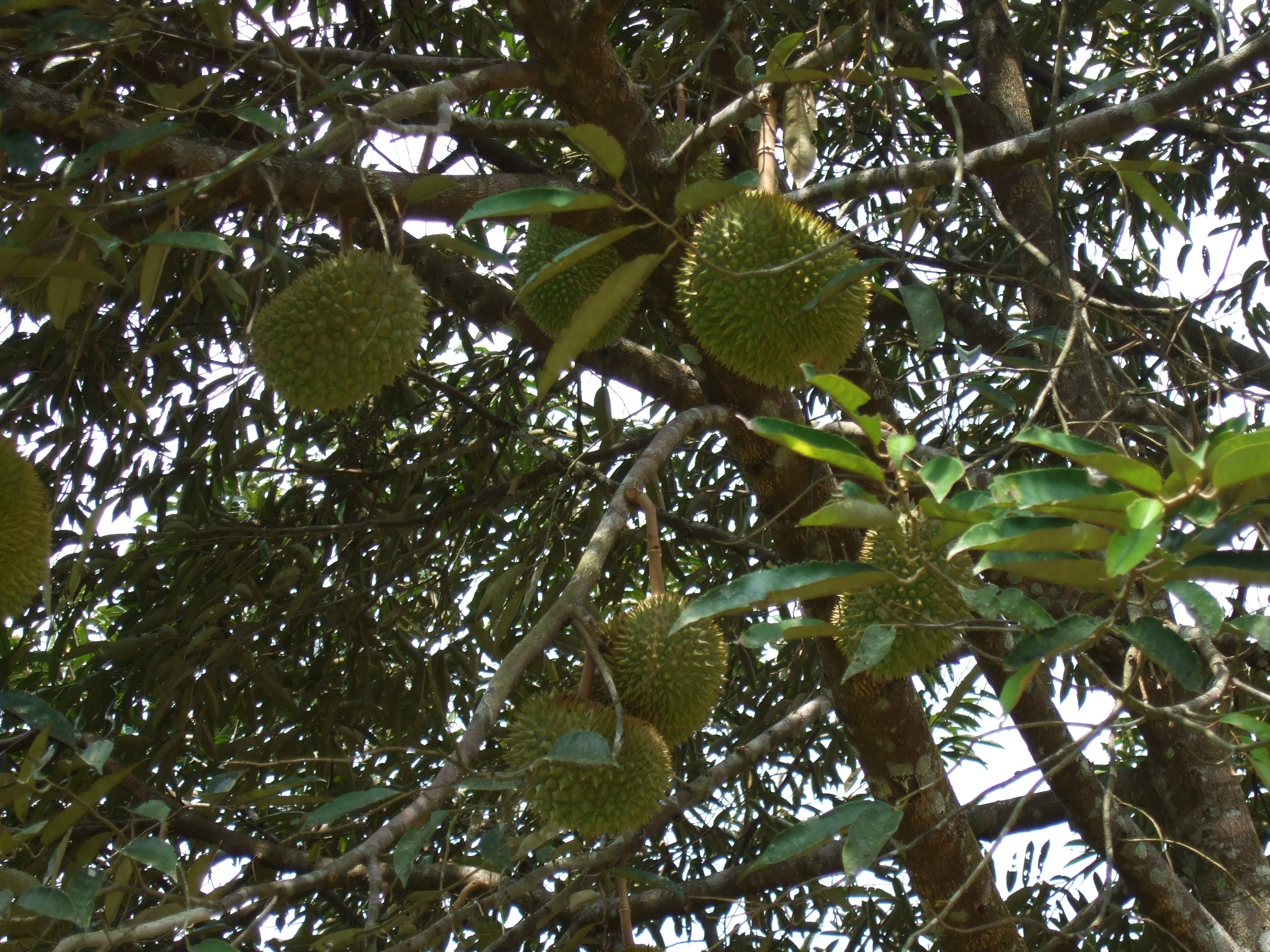
Albero di durian con frutti

Gli alberi di durian raggiungono un'altezza che varia dai 20 ai 40 metri, a seconda della specie. Le foglie sono sempreverdi, con forma ellittica o oblunga, lunghe fino a 20 centimetri. Le piante hanno uno o due periodi di fioritura e fruttificazione durante l'anno, anche se i tempi variano a seconda della specie e della località; producono in genere tra i 50 e i 150 frutti per albero. La maturità si raggiunge pochi giorni dopo la caduta naturale del frutto.

### Fiori

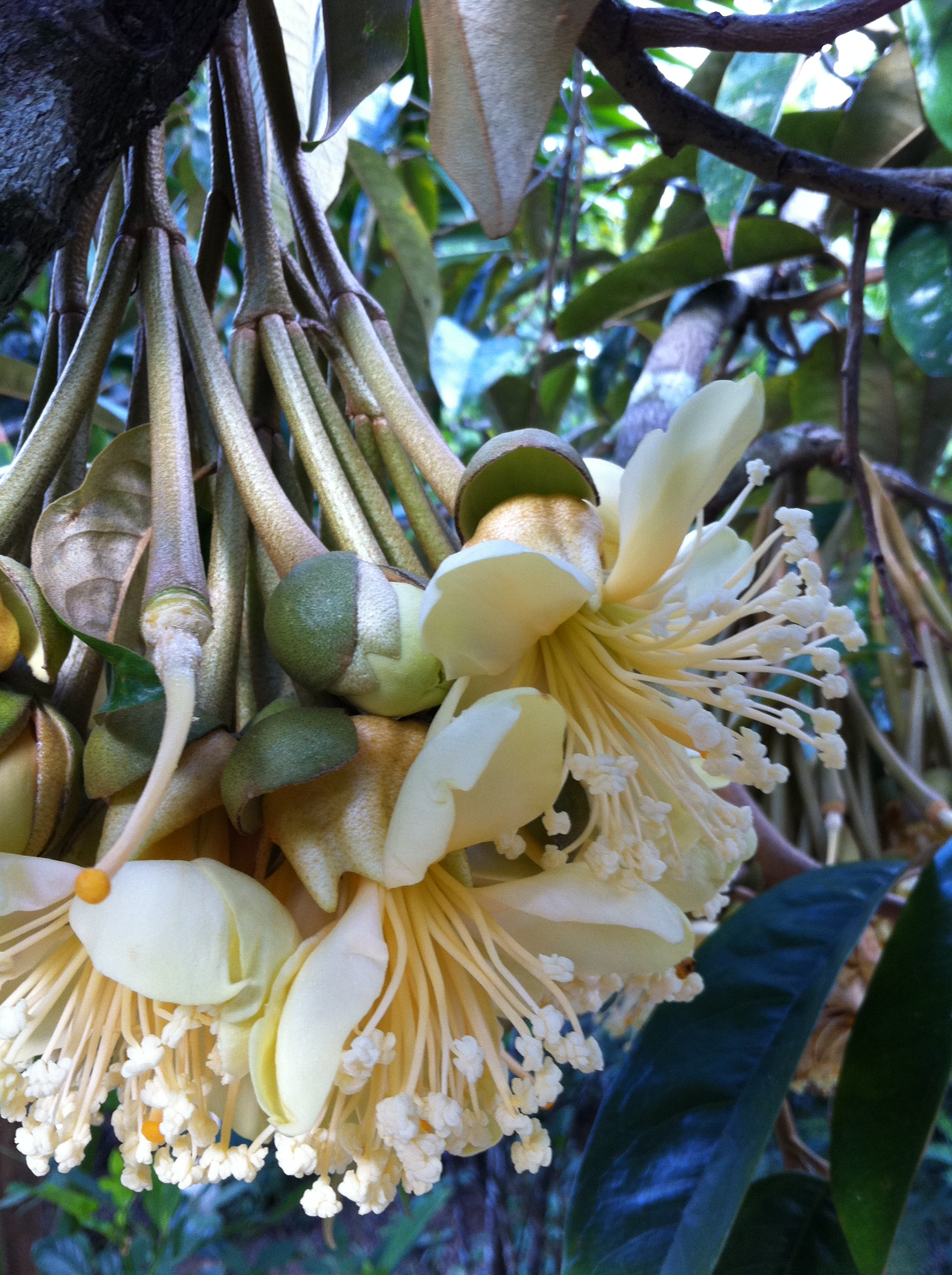
I fiori del durio, con petali grandi e bianchi e un odore simile al latte inacidito

I fiori del durio sono bianchi, grandi e piumosi, con abbondante nettare, ed emanano un odore pungente, simile al latte inacidito; queste caratteristiche sono tipiche dei fiori impollinati da alcune specie di pipistrelli che ne mangiano nettare e polline. Secondo una ricerca condotta in Malesia negli anni settanta, i durian venivano impollinati quasi esclusivamente da pipistrelli della frutta delle caverne (Eonycteris spelaea); tuttavia, un ulteriore studio del 1996 indicava che le specie D. grandiflorus e D. oblongus venivano impollinate dai mangiaragni, mentre un'ulteriore specie, D. kutejensis, dalle api giganti dell'India e dai pipistrelli.

## Varietà
Con il passare dei secoli sono sorte nel Sud-est asiatico numerose cultivar del durian, propagate da cloni vegetativi. Inizialmente esse venivano fatte crescere con risultati misti derivati da semi di alberi di qualità superiore; in seguito per la coltivazione sono stati preferiti metodi differenti, quali la propaggine, la propaggine apicale e, più comunemente, l'innesto. Le diverse varietà di cultivar possono essere distinte tramite alcune variazioni nella forma del frutto, delle spine e dell'intensità dell'odore. I consumatori di durian esprimono le preferenze per alcune cultivar specifiche, aumentandone la domanda e di conseguenza il prezzo; la maggior parte di esse hanno un nome comune e un codice composto dal prefisso "D" e da un numero. Tra le varietà più richieste, ognuna caratterizzata da un differente odore e sapore, sono presenti:
- Sultan (D24);
- Kop (thai: กบ) (D99 - tradotto come "rana");
- Chanee (thai: ชะนี) (D123 - tradotto come "gibbone");
- Berseah (thai: ทุเรียนเขียว) (D158 - tradotto come "durian verde");
- Kan Yao (thai: ก้านยาว) (D158 - tradotto come "gambo lungo");
- Mon Thong (thai: หมอนทอง) (D159 - tradotto come "cuscino d'oro");
- Kradum Thong (thai: กระดุมทอง) (D169 - tradotto come "bottone d'oro").

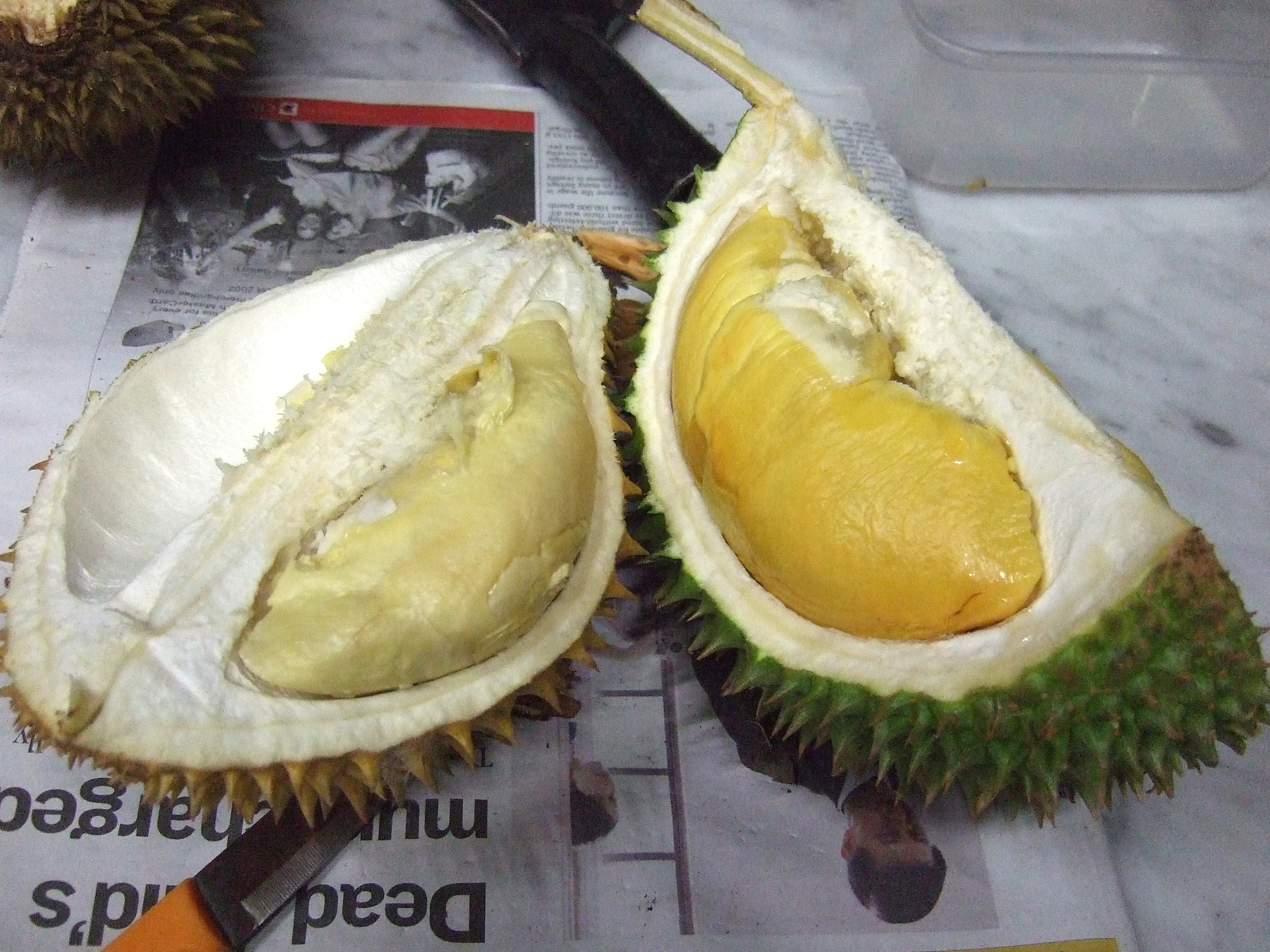
La differenza tra il D101 (a destra) e un durian coltivato artigianalmente. Si può notare la differenza del colore della polpa, da una parte giallo acceso, dall'altra giallo pallido

In Thailandia esistono più di 200 cultivar del D. zibethinus; cinque di esse (Chanee, Mon Thong, Kan Yao, Ruang e Kradum) sono coltivate su larga scala. Mon Thong è la cultivar più ricercata dal punto di vista commerciale; ciò è dovuto sia per la sua polpa cremosa, sia per l'odore notevolmente ridotto. La cultivar Chanee possiede la migliore resistenza contro il fungo Phytophthora palmivora; Kan Yao è la meno comune, ma è comunque apprezzata per il suo sapore dolce e la sua caratteristica inodore. 
Nel 2007 uno scienziato del governo thailandese aveva incrociato più di 90 varietà del durian per creare Chantaburi no. 1, una cultivar senza il caratteristico odore sgradevole. Un altro ibrido, Chantaburi no. 3, sviluppa l'odore circa tre giorni dopo la raccolta del frutto; ciò consente un trasporto inodore, soddisfacendo allo stesso tempo i consumatori che preferiscono l'aroma pungente.
Le cultivar popolari in Malesia e Singapore includono:
- D24, caratterizzata dal sapore agrodolce;
- XO, di colore pallido, con una polpa densa con una leggera presenza di fermentazione alcolica;
- Chook Kiok, la quale ha un nucleo giallastro al suo interno;
- Musang King, la più cara di tutte le cultivar; essa è nota per la sua polpa di color giallo brillante ed è una versione migliorata del D24.[19]

A partire dagli anni venti ci sono state più di cento cultivar registrate in Malesia, fino a giungere a quota 193 nel 1992. In Vietnam, la cultivar Musang King è la preferita tra i consumatori.

## Coltivazione
Zona di origine
     Zona dove viene coltivato ma non è originario

Mappa di distribuzione del Durio zibethinus.
Zona di origine
Zona dove viene coltivato ma non è originario

Il durian proviene dal Brunei, Indonesia e Malesia, ed è coltivato in aree che hanno clima simile; essendo una pianta tropicale, termina il suo sviluppo se la temperatura diurna scende sotto i 22 °C. Il centro della biodiversità dei duri è l'isola del Borneo, dove i frutti commestibili sono venduti nei mercati locali. D. zibethinus non è coltivato in Brunei, poiché i consumatori locali preferiscono altre specie, quali D. graveolens, D. kutejensis e D. oxleyanus; esse sono comunemente distribuite in Brunei e insieme ad altre specie come D. testudinarius e D. dulcis costituiscono una fonte di coltivazione geneticamente diversa.
Sebbene il durian non sia originario della Thailandia, essa è classificata come prima esportatrice mondiale, con una produzione di circa 700 000 tonnellate all'anno, delle quali 400 000 esportate in Cina e a Hong Kong. Seguono quindi Malesia e Indonesia, che producono circa 265 000 tonnellate ciascuna. Nella città di Chantaburi, capoluogo della provincia responsabile della metà della produzione thailandese, ogni anno si tiene nei primi giorni di maggio il World Durian Festival. Sempre in Thailandia, i durian della provincia di Nonthaburi sono considerati i migliori e più costosi del mondo. Nel 2019, un singolo frutto della rara varietà Kan Yao di Nonthaburi fu venduto alla cifra record di 1,5 milioni di baht (circa 50 000 dollari). Nelle Filippine, il centro di produzione del durian è la regione di Davao, e nell'omonima città si tiene il Festival di Kadayawan, celebrazione annuale in onore del frutto.

## Disponibilità

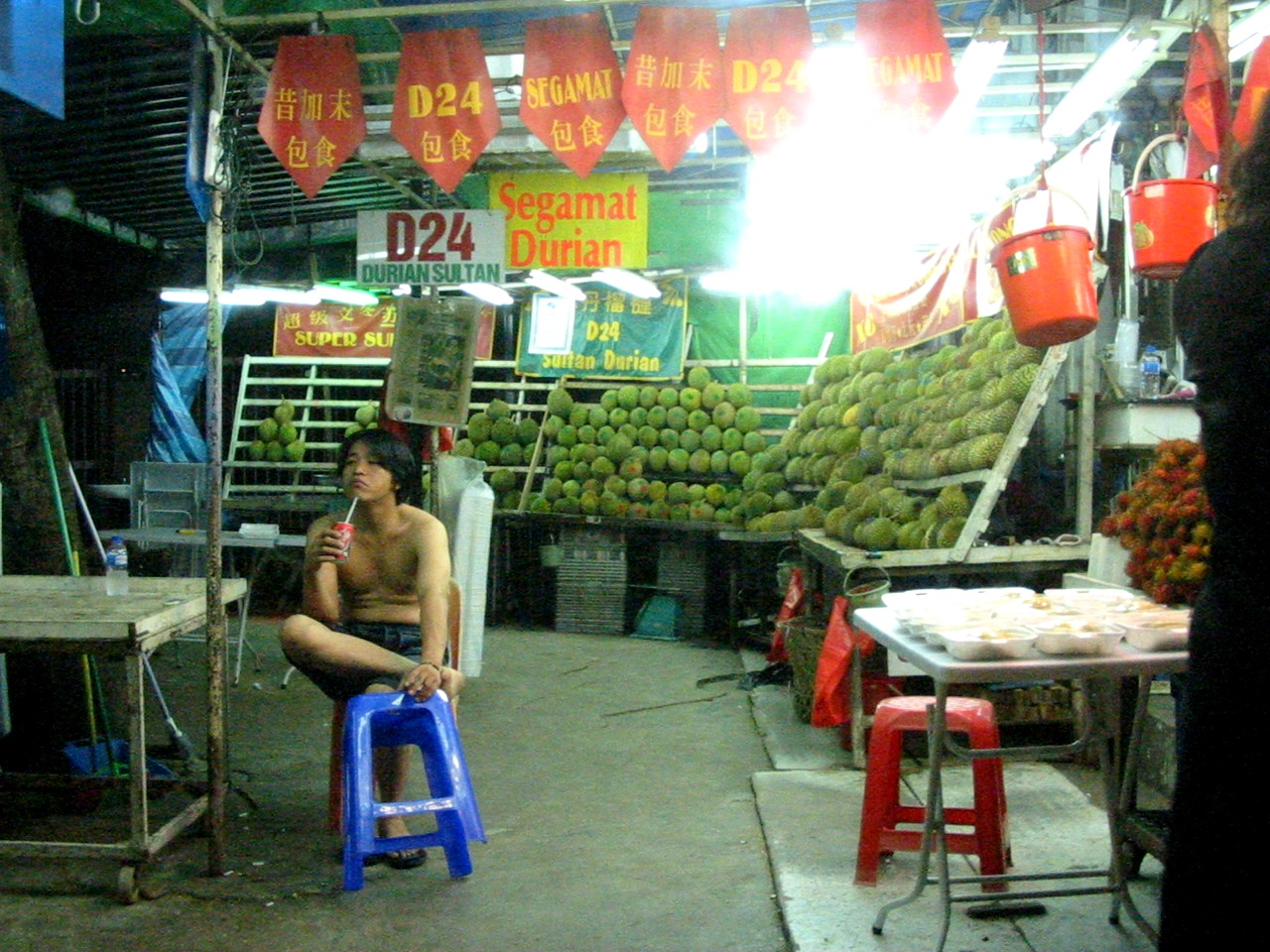
Bancarella che vende durian D24 a Singapore

Il durian è un frutto stagionale, e di conseguenza non è disponibile tutto l'anno. Nella Malesia peninsulare e in Singapore, la stagione dei durian va da giugno ad agosto, in coincidenza con quella del mangostano. Il durian può essere acquistato nei negozi di alimenti, nei mercati e nei supermercati; in quest'ultimo caso esso è solitamente imbustato e impacchettato in porzioni di circa 100 g. In Occidente il frutto è presente nei negozi di alimenti asiatici e nei siti on-line di frutta esotica.
I prezzi del durian, comparati a quelli degli altri frutti, sono relativamente alti. A Singapore la forte domanda di cultivar di alta qualità come D24 e Musang King ha portato i prezzi di vendita al dettaglio fino a 15 S$ (9,48 €) per chilogrammo; considerando un peso medio di circa 1,5 kg, un durian arriverebbe a costare fino a 22 S$ (13,90 €). La porzione commestibile del frutto, nota come arillo, rappresenta solo il 15–30% circa della massa dell'intero frutto. Molti consumatori singaporiani sono comunque disposti a spendere circa 75 S$ (47,40 €) per acquistare circa una mezza dozzina di durian della cultivar preferita. In Thailandia, la cultivar più popolare, Mon Thong, costa dai 100 ai 130 ฿ (2,60 €–3,38 €) per chilo; Chanee costa leggermente di più, partendo da un prezzo di 120 ฿ al chilo (3,12 €). Tra le cultivar più comuni, la più costosa è Kan Yao, che costa circa 200 ฿ al chilo (5,20 €). In Italia, considerando un peso medio di 1,2–1,5 kg, è possibile reperire un frutto a un costo di circa 90 €.

## Sapore e odore
Gli studiosi hanno opinioni divergenti riguardo alla bontà del sapore e dell'odore, caratteristiche singolari dei frutti: alcuni li apprezzano molto, mentre altri ne provano intenso disgusto. Il naturalista e botanico italiano Odoardo Beccari (1843-1920), a cui si deve la prima classificazione del Durio graveolens, nel suo saggio Malesia; raccolta di osservazioni botaniche intorno alle piante dell'arcipelago Indo-Malese e Papuano pubblicata da Odoardo Beccari, così scrisse dei suoi frutti:
Ciò a cui si riferiva Beccari era già stato dettagliatamente riportato nel 1856 dal britannico Alfred Russel Wallace (1823-1913):
(Alfred Russel Wallace)

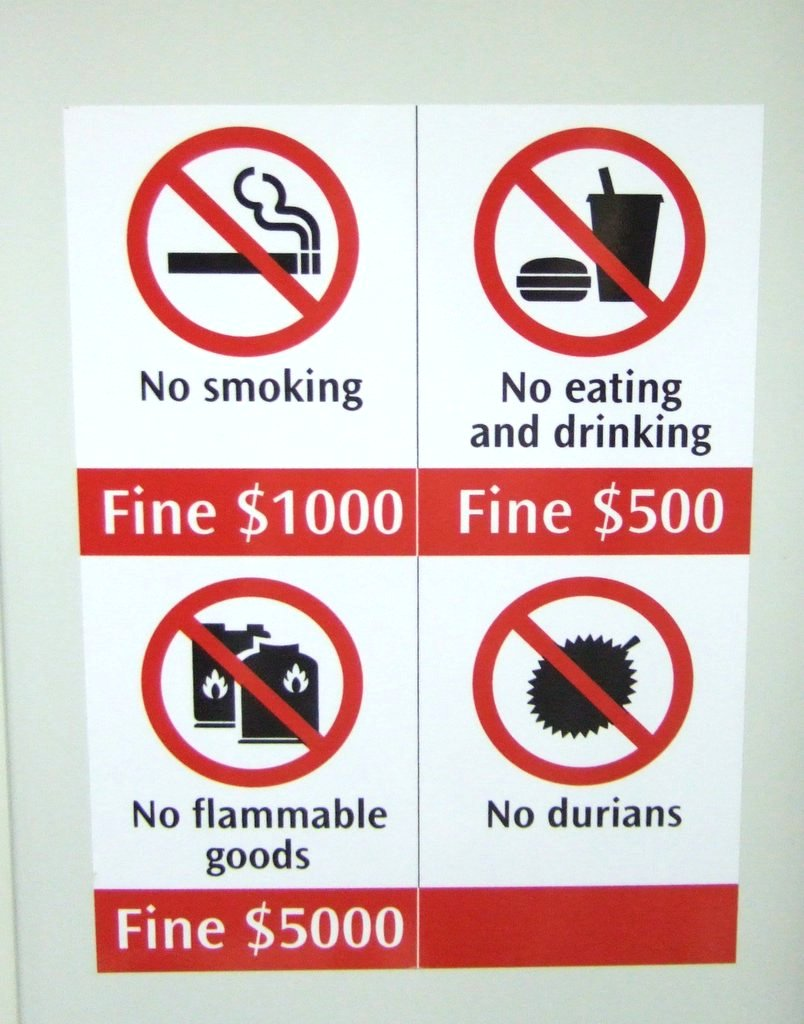
Divieti in un aeroporto a Singapore, tra i quali si nota quello di introdurre il durian a bordo dell'aereo

Wallace era inizialmente riluttante ad assaggiarlo per via del suo forte odore, ma poi ne divenne un profondo estimatore nel Borneo, dopo aver trovato a terra un frutto maturo, che mangiò all'aria aperta. Citando il navigatore olandese Jan Huygen van Linschoten, il durian «è di un gusto così eccellente che supera in sapore tutti gli altri frutti del mondo, secondo coloro che l'hanno assaggiato». Lo scrittore culinario e viaggiatore inglese Richard Sterling affermò invece:
(Richard Sterling)

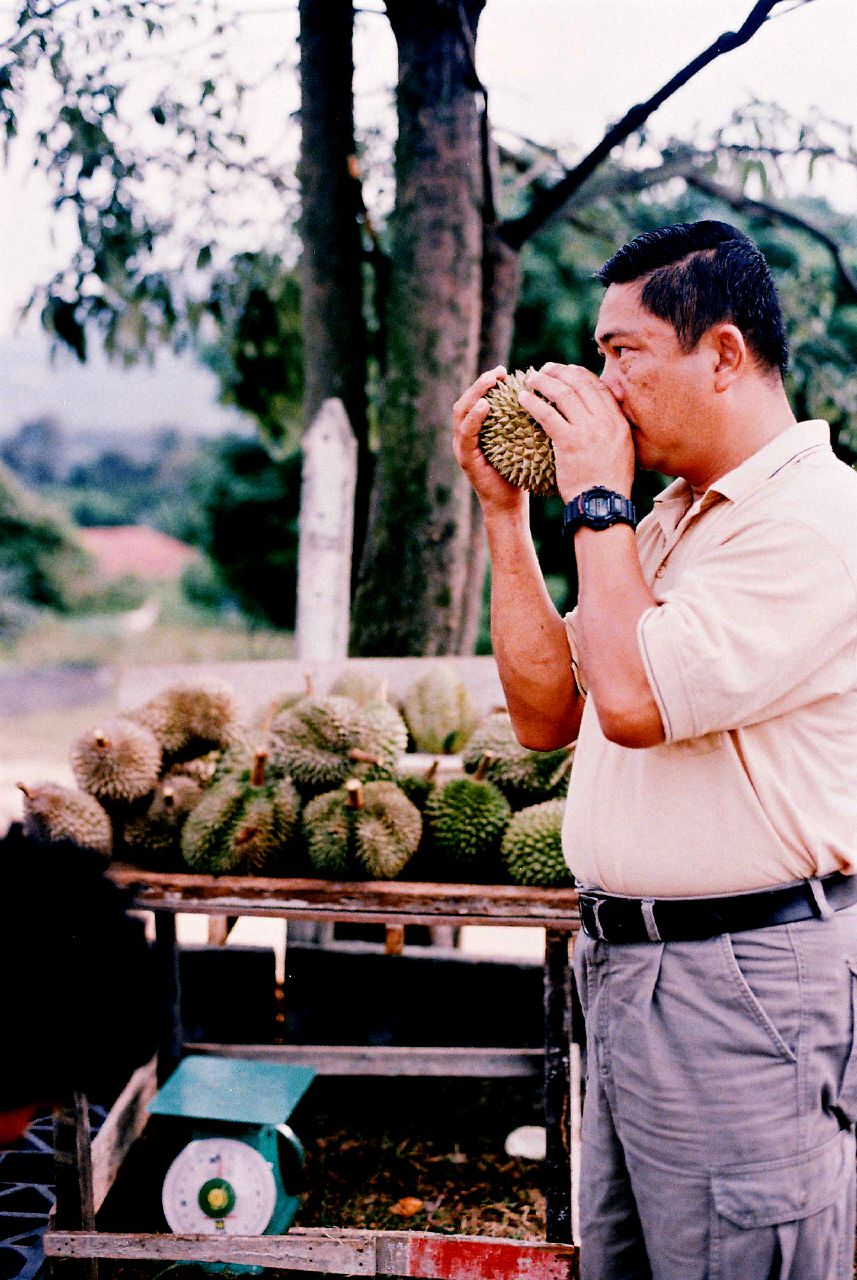
Un compratore annusa il durian per valutarne la maturazione

L'odore e l'aroma del frutto variano a seconda della specie, della cultivar, o del grado di maturazione: ad esempio, il durian rosso (D. dulcis) ha un intenso sapore di caramello con odore di trementina, mentre quello a polpa rossa (D. graveolens) emette un odore simile a quello di mandorle tostate. Tra le varietà di D. zibethinus, quelle thailandesi hanno un sapore più dolce e sono meno odorose di quelle malesi. Tramite analisi scientifiche sull'aroma, furono rinvenuti numerosi composti volatili all'interno del frutto, tra cui esteri, chetoni e a base di zolfo. Tuttavia, è ancora incerto il fattore responsabile dell'odore caratteristico. Differenze di sviluppo o genetiche nella percezione olfattiva e nella mappatura all'interno del cervello (ad esempio corteccia piriforme anteriore alla corteccia orbitofrontale) possono spiegare perché alcuni individui non sono in grado di differenziare i vari odori del durian e conseguentemente di non apprezzarlo, mentre altri lo trovano estremamente piacevole e accattivante. Alcuni animali (come scoiattoli, topi, maiali, oranghi, elefanti e tigri) sono in grado di fiutarli anche da ottocento metri di distanza, sebbene la buccia dura e spinosa del frutto scoraggi quelli più piccoli.

### Maturazione e selezione

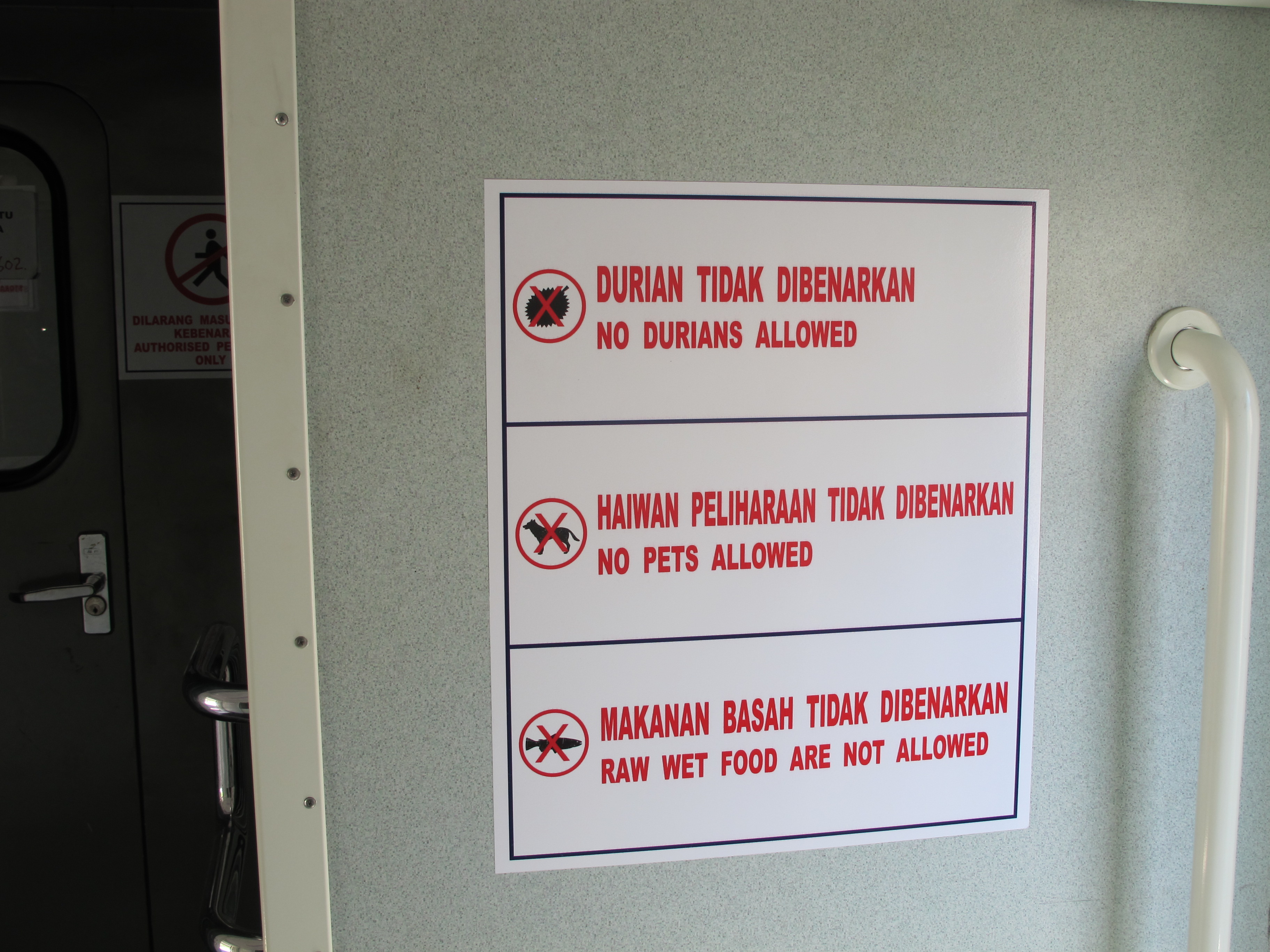
Divieto di durian in un treno

Nell'enciclopedia gastronomica Larousse Gastronomique, lo chef francese Prosper Montagné raccomanda di mangiare il durian quando la sua buccia inizia a spaccarsi; tuttavia, lo stato ideale di maturazione varia tra le specie e le regioni del Sud-est asiatico. Alcune infatti crescono a un'altezza estremamente elevata, tanto che possono essere raccolte solo quando cadono per terra; la maggior parte delle cultivar di D. zibethinus viene però quasi sempre tagliata via dall'albero e lasciata maturare in attesa di essere venduta. Una porzione della popolazione del Sud della Thailandia preferisce i durian con una polpa croccante. Nel Nord del paese invece si prediligono quelli morbidi e aromatici. In Malesia e a Singapore, la maggior parte dei consumatori vuole che il frutto sia nell'aroma il più maturo e pungente possibile; in questo caso la polpa diventa riccamente cremosa e leggermente alcolica, dall'aroma pronunciato e dal sapore altamente complesso.
Tutti questi differenti gusti tra i consumatori rendono difficile delineare la varietà "ideale" di durian. Maggiormente apprezzata è quella nella maturazione che va dai due ai quattro giorni (e non oltre) dopo la caduta dall'albero.

### Divieti di trasporto sui mezzi pubblici
Il forte odore emanato dai frutti del durian ha spinto Paesi quali Singapore, Thailandia e Malesia a vietarne il trasporto sui mezzi pubblici, in particolare in metropolitane, treni, autobus e aerei. A riprova di quanto possa essere forte e sgradevole in luoghi pubblici, in Australia, nell'aprile 2018, cinquecento studenti furono obbligati dai vigili del fuoco a evacuare una biblioteca di Melbourne per una temuta perdita di gas. In realtà ciò che era stato percepito non era altro che l'odore di un durian lasciato marcire in una tazza all'interno dell'edificio.

## Usi in cucina
Il durian è utilizzato in cucina per molti tipi di pietanze in molti Paesi dell'Asia e Oceania: la sua polpa, ad esempio, è un aromatizzante per un'ampia varietà di cibi dolci, come le caramelle tradizionali malesi ice kacang, dodol, lempuk, i biscotti alla rosa, frappé, torte lunari, tronchi di natale, cappuccini e gelati. Tra questi, uno dei più noti è l'Es durian, popolare soprattutto in Indonesia, dove viene venduto nei mercati di strada, ma è anche diffuso nell'isola di Giava. Il Pulut Durian o ketan durian è invece un riso glutinoso cotto a vapore con latte di cocco e servito insieme con il frutto stagionato. Nel Sabah il durian rosso viene fritto con cipolle e peperoncino per poi essere servito come contorno e viene generalmente aggiunto al sayur, una zuppa indonesiana a base di pesci d'acqua dolce.
Nell'isola di Sumatra nella salsa di durian viene cotto il piatto tradizionale di pesce Ikan brengkes tempoyak e con il frutto fermentato, latte di cocco e una salsa nota come sambal si cucina il Sambal Tempoyak. La polpa essiccata del frutto può essere inoltre usata per fare delle patatine al durian.
Il Tempoyak è un condimento a base di durian fermentati, scelti tra quelli di bassa qualità e non idonei al consumo diretto; può essere consumato sia cotto sia crudo, normalmente insieme con il riso.
Sempre in Thailandia, il durione è spesso mangiato fresco con del riso glutinoso, ma viene anche sfruttato per fare dei blocchi di pastella (spesso allungati con la zucca) che poi vengono venduti nei mercati. I frutti acerbi possono essere cucinati come verdure, tranne nelle Filippine, dove sono preferiti più come dolci. In Malesia dal durian sono prodotte conserve zuccherate e salate e, quando viene macinato con sale, cipolle e aceto, prende il nome di boder. I suoi semi, i quali hanno le dimensioni simili a delle castagne, sono consumabili bolliti, arrostiti o fritti nell'olio di cocco; in quest'ultimo caso la loro consistenza è simile a quella del taro o dell'igname. Quelli non cotti invece sono potenzialmente tossici a causa degli acidi grassi del ciclopropene e non dovrebbero essere ingeriti.
Le foglie giovani e i germogli vengono occasionalmente usati come verdure e i petali dei fiori sono mangiati in gran parte nelle province batak indonesiane. Infine, nelle isole Molucche la buccia è usata come combustibile per arrostire il pesce. Esiste anche il miele di durian, le cui caratteristiche sono ancora al centro di studi alimentari.

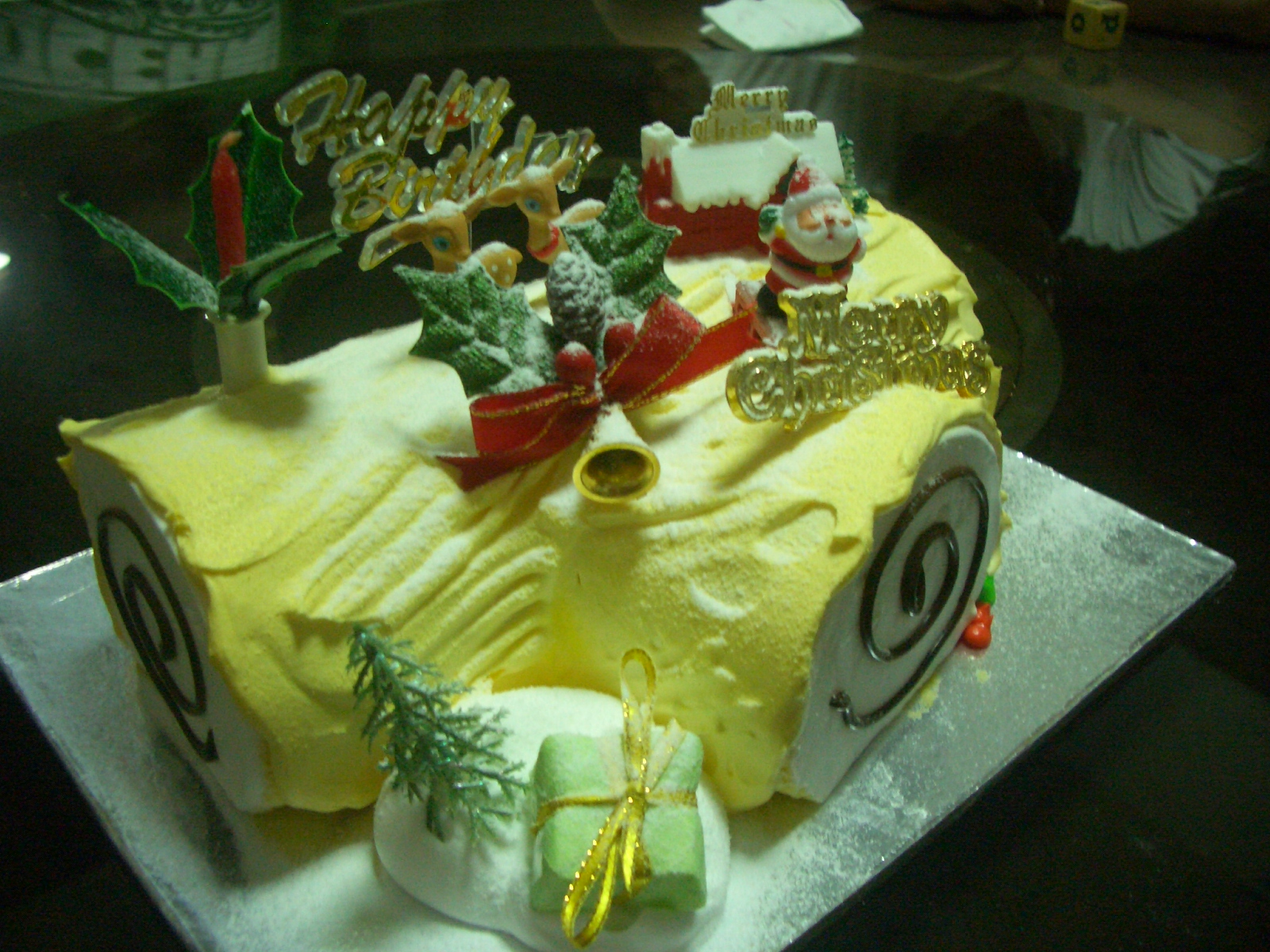
Tronchetto di Natale al durian
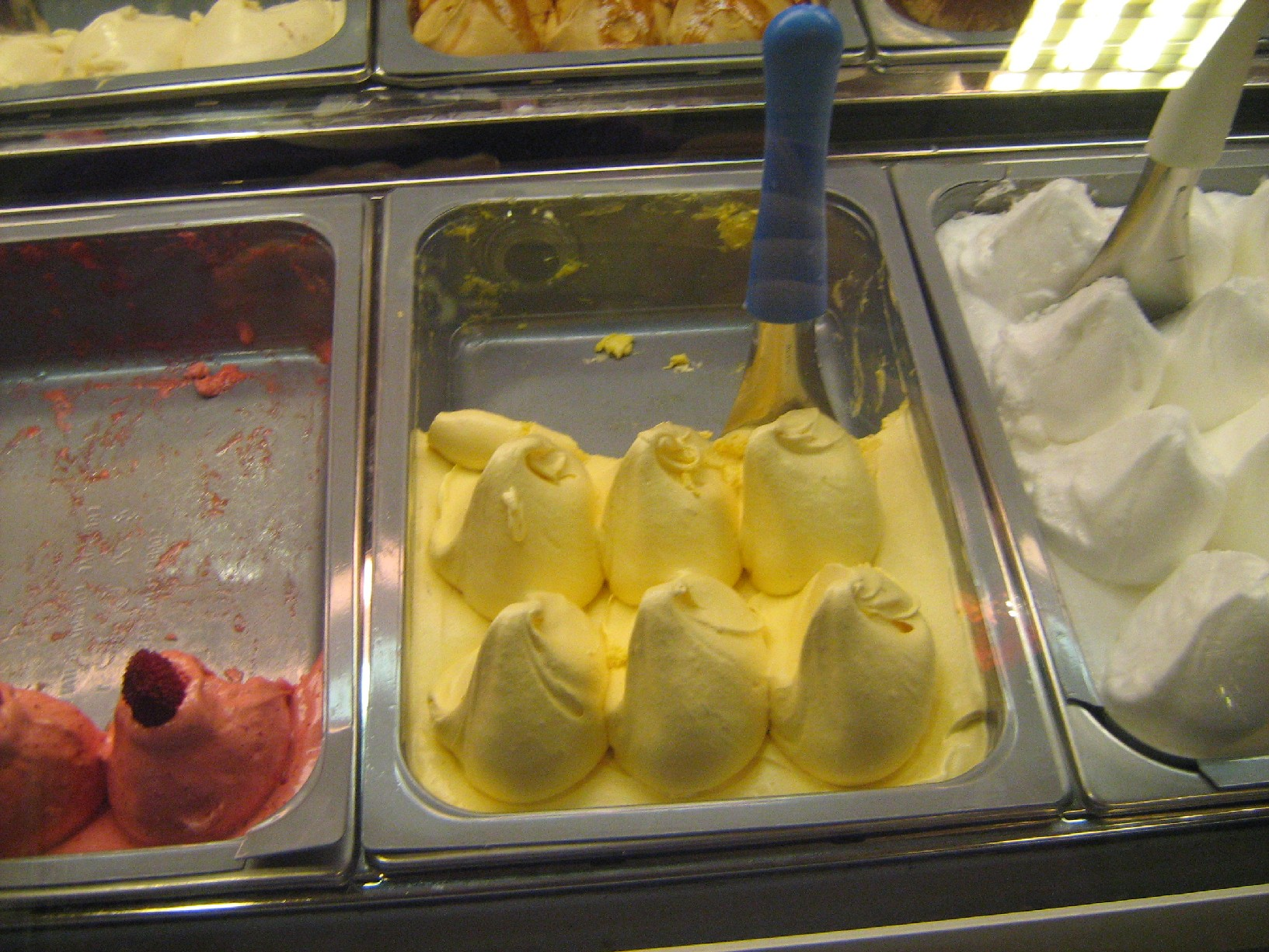
Gelato gusto durian
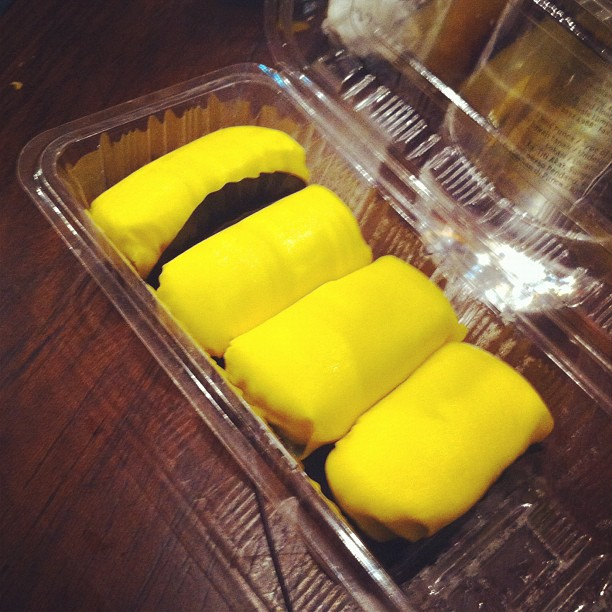
Crêpes al durian in Malesia
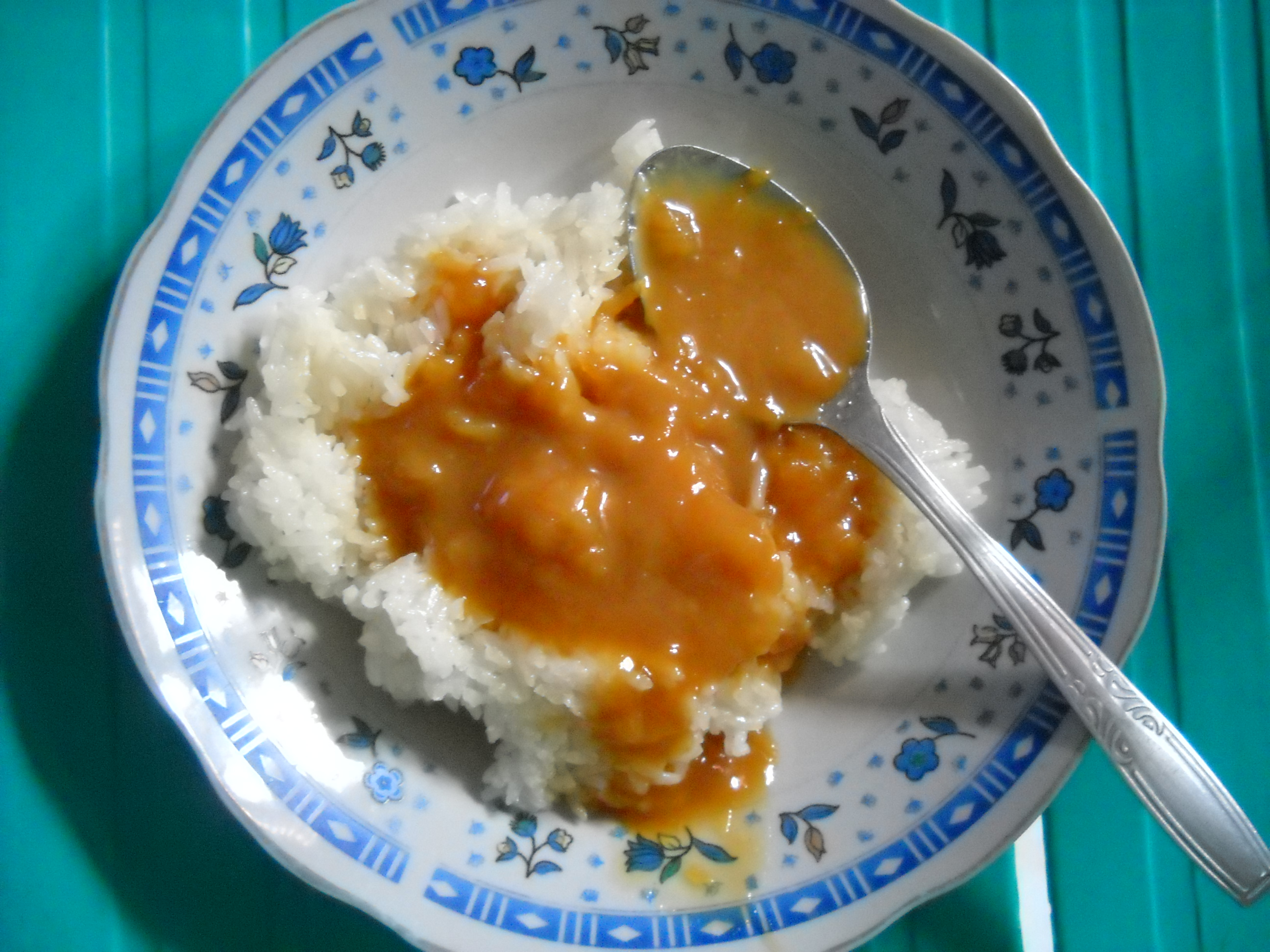
Il Pulut Durian o Ketan Durian, accompagnato con il riso
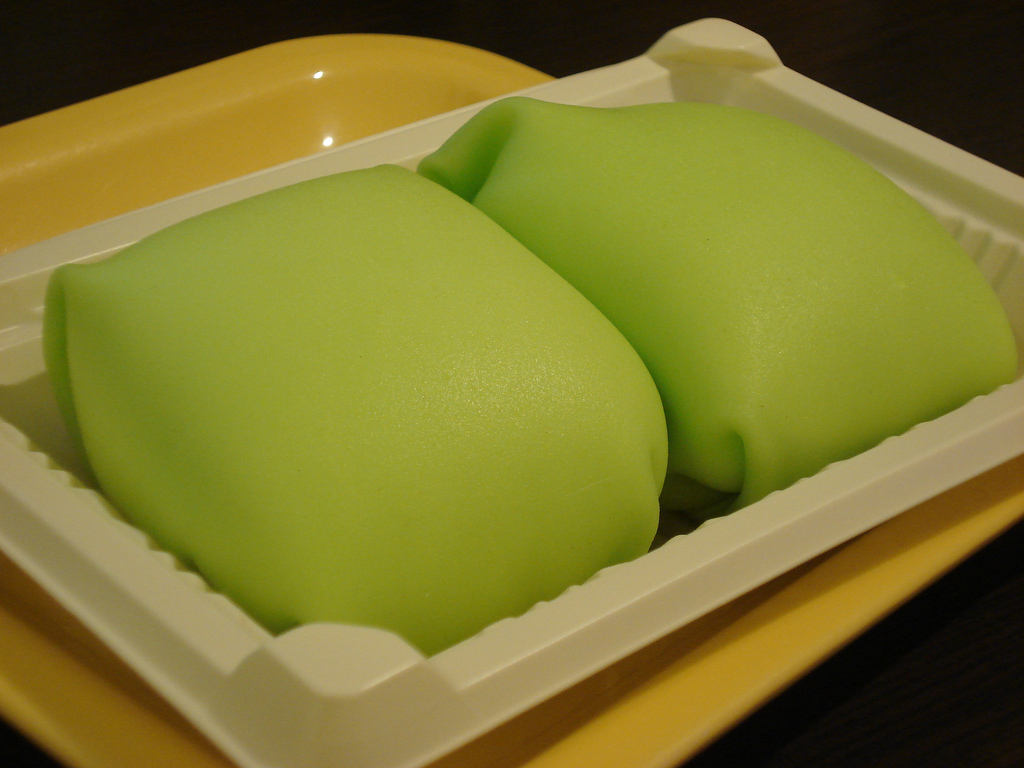
Pancake di durian
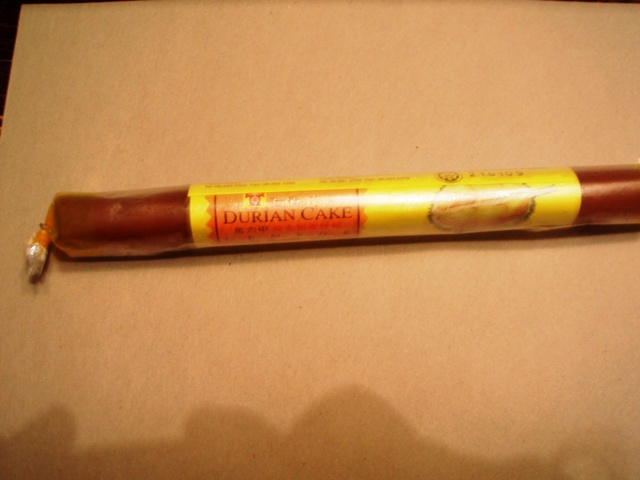
Pastella di durian
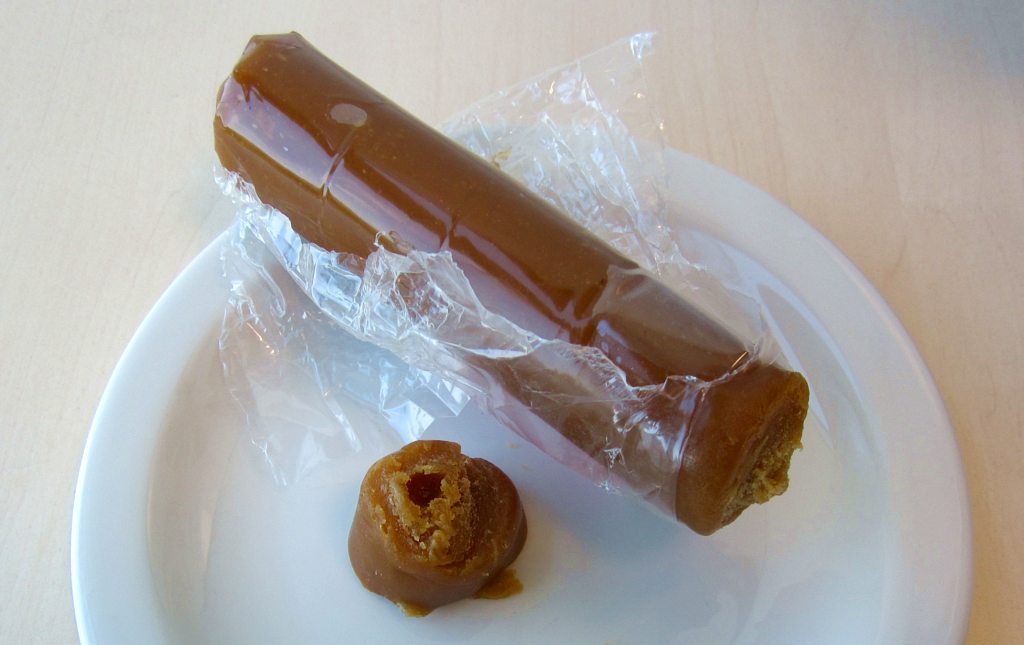
Pastella al durian, fatta di Dodol
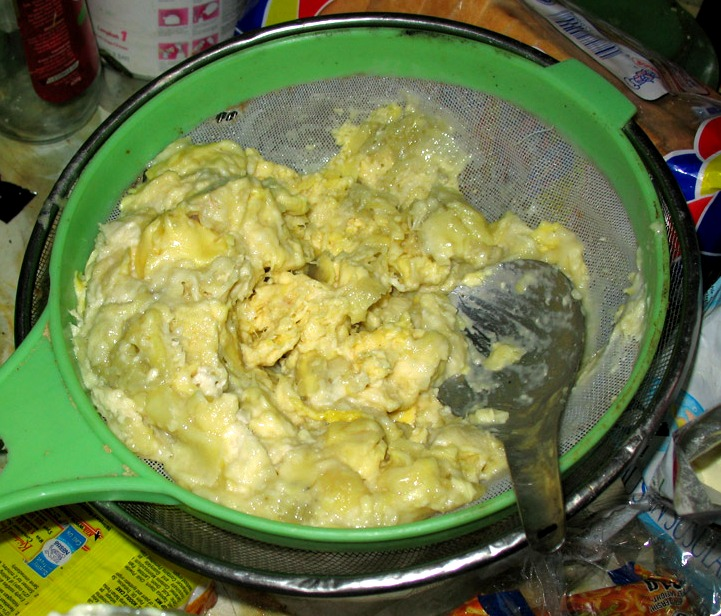
Il Tempoyak, una salsa a base di durian fermentato
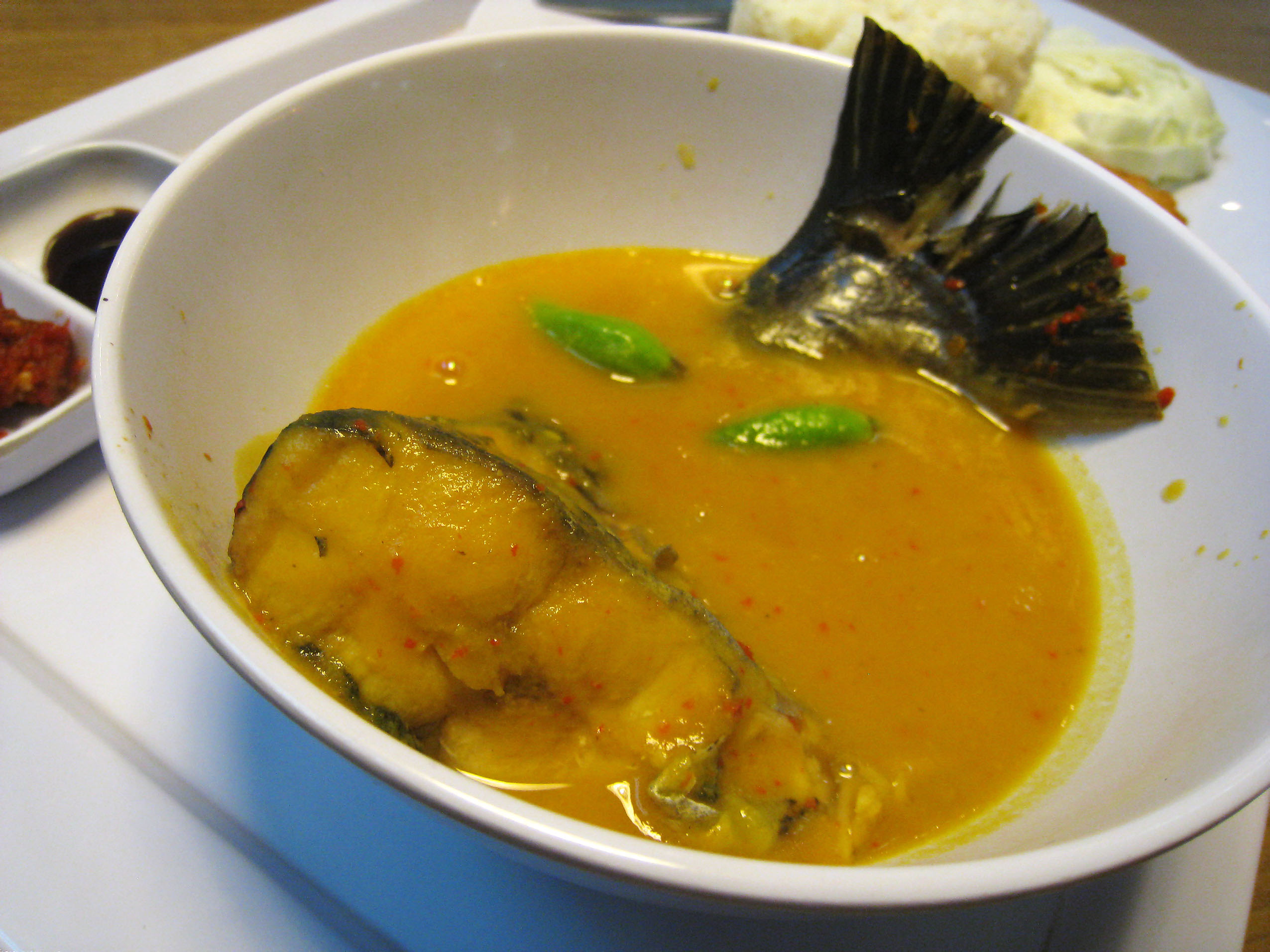
Il Sambal Tempoyak: durian fermentato, pesce gatto pangasius, latte di cocco e varie spezie
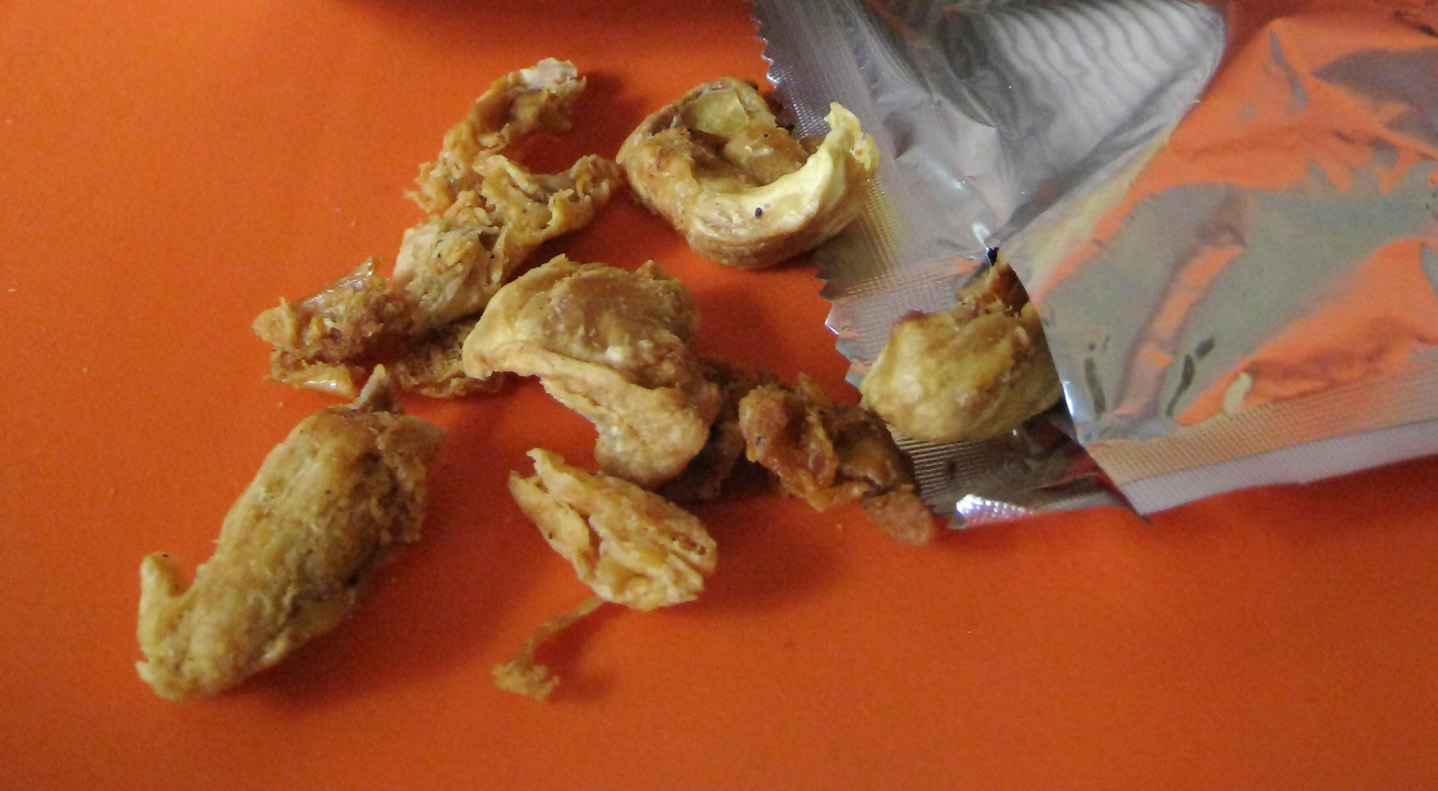
Patatine al durian
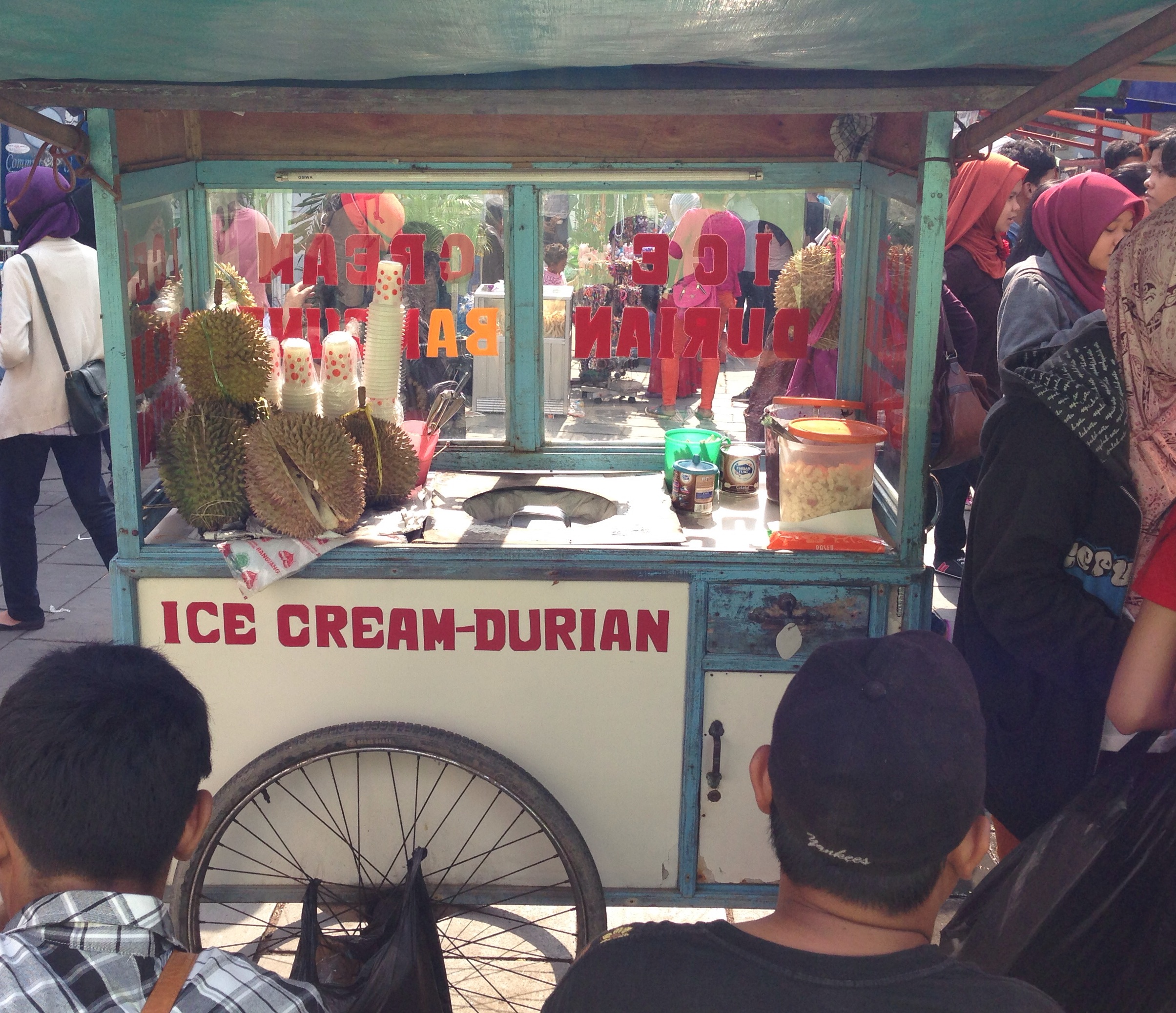
Bancarella di Es Durian, famosa marca di gelato gusto durian
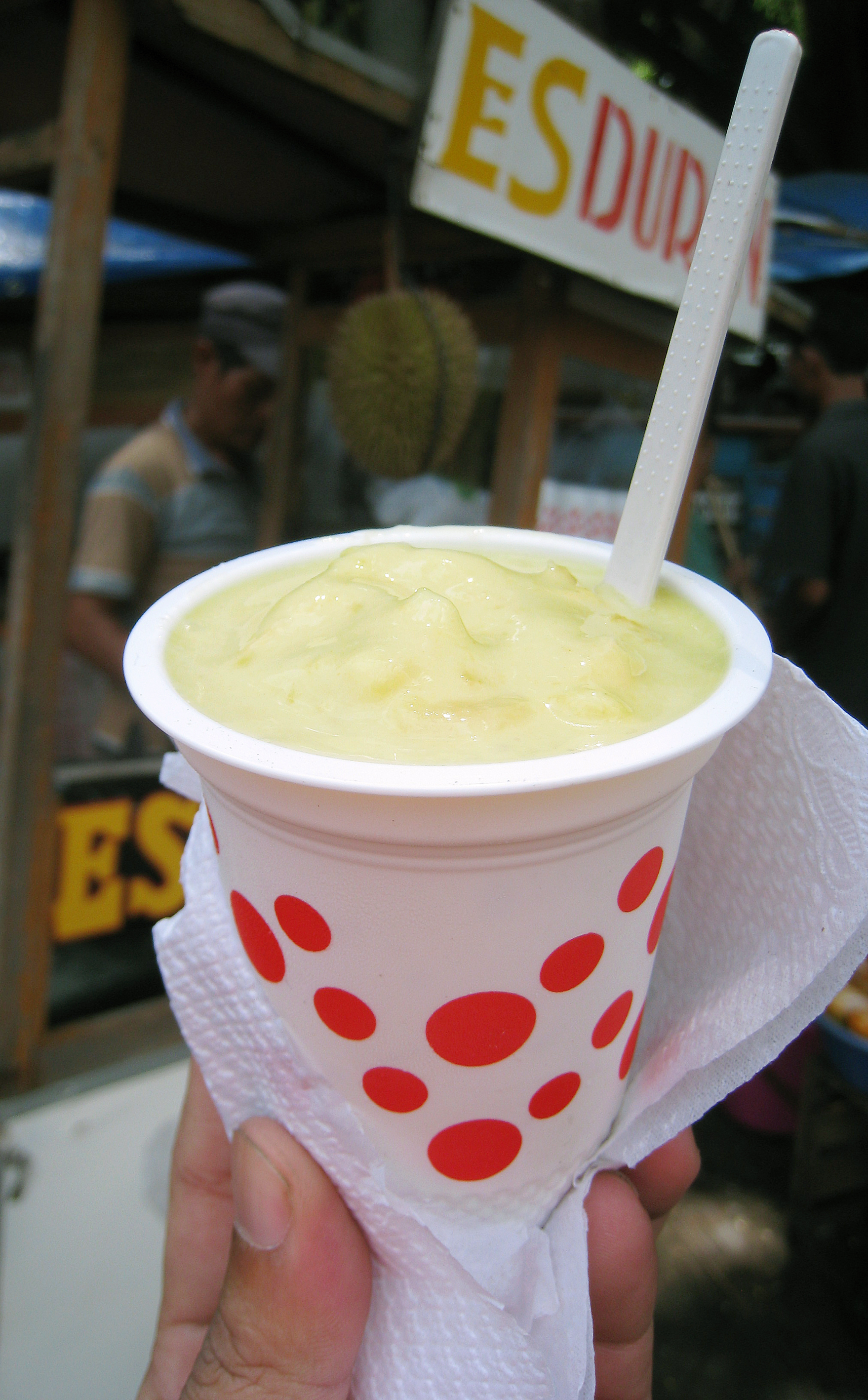
Gelato Es durian comprato in un mercato locale a Bogor
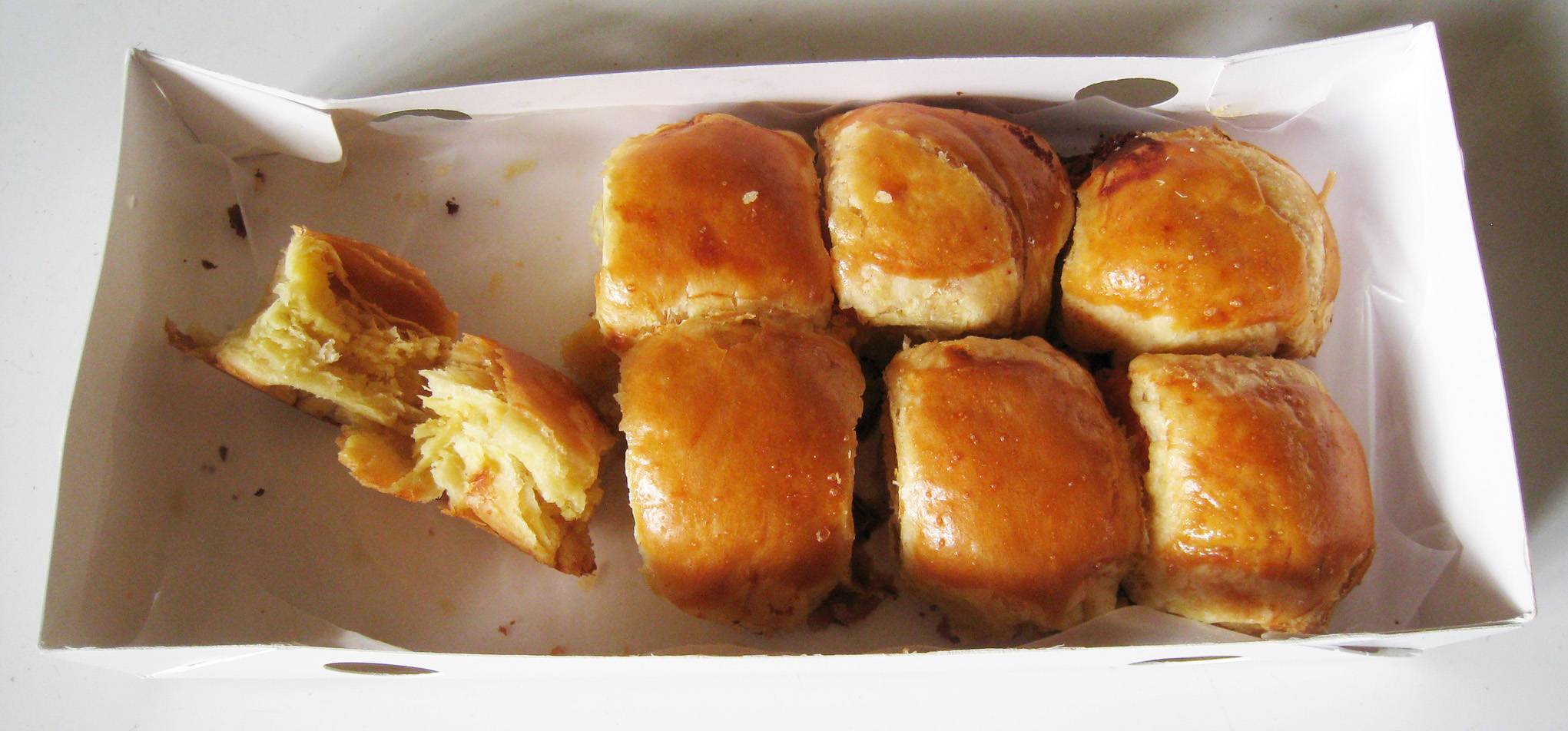
Il Durian Keju Bollen, una pasta riempita di crema di durian e formaggio
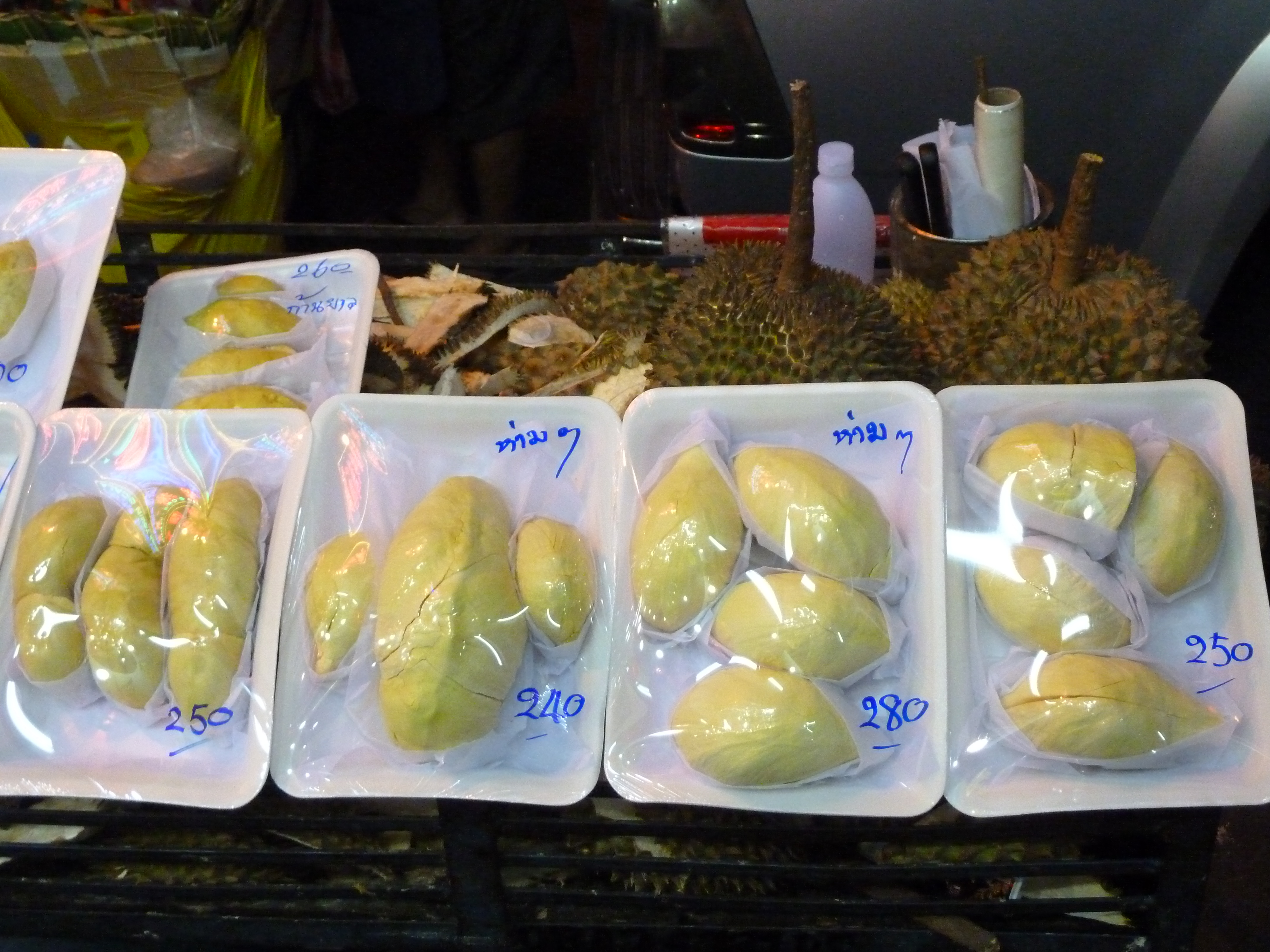
Polpa di durian confezionata e pronta per la vendita

## Importanza culturale

### Influenze culturali

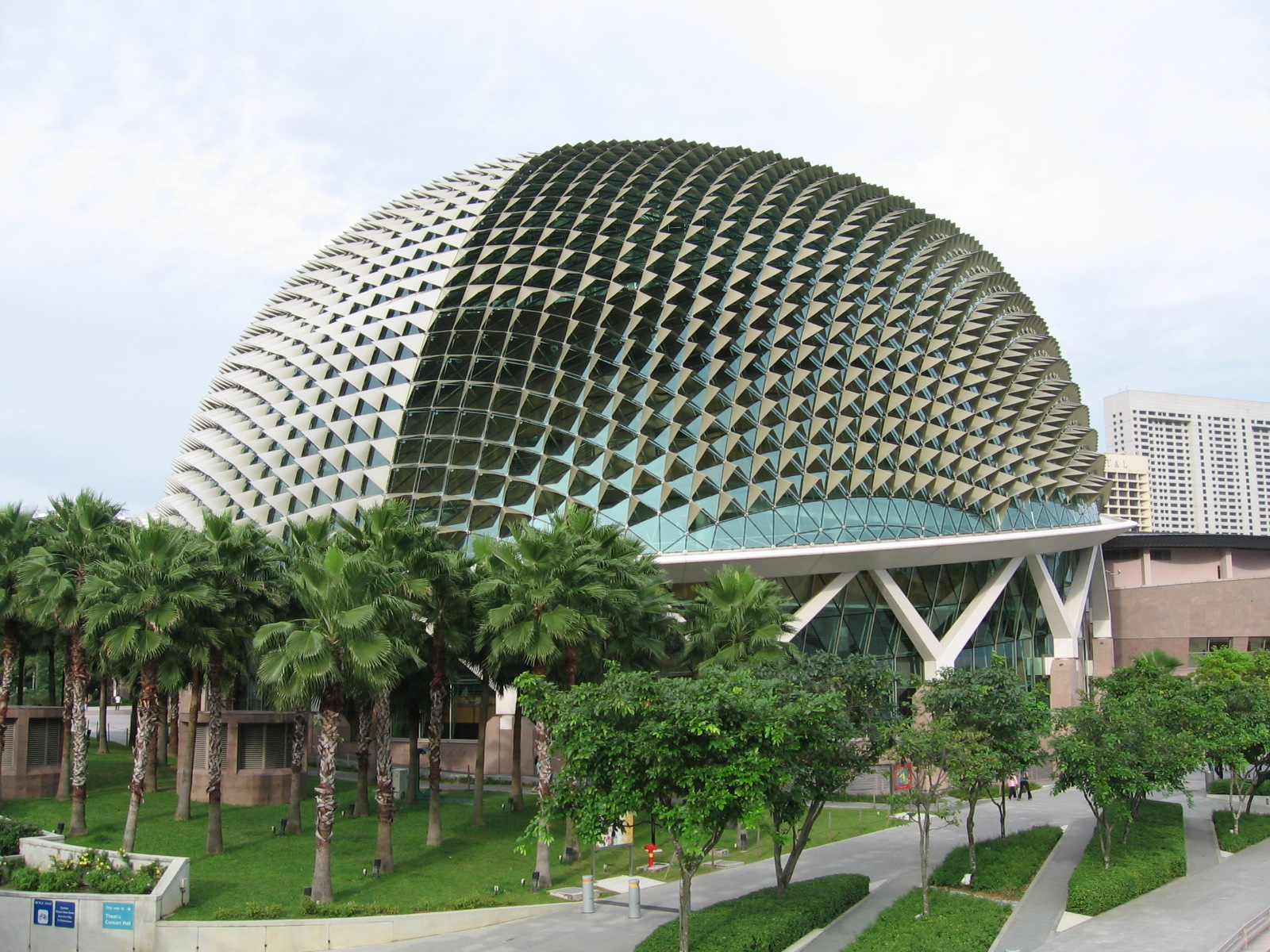
Il teatro Esplanade a Singapore, soprannominato "il durian", per via della somiglianza con la buccia del frutto

Secondo una credenza particolarmente diffusa nel Sud-est asiatico il durian, nel caso sia mangiato insieme a caffè o alcolici, può risultare dannoso per la salute; tale opinione diffusa risale al XVIII secolo, quando Georg Eberhard Rumphius consigliò di non bere alcolici dopo aver mangiato il frutto, poiché avrebbe causato indigestione e alitosi. Nel 1929 il dottor John Desmond Gimlette scrisse nel suo Malay Poisons and Charm Cures che non doveva essere mai accompagnato dal brandy, mentre nel 1981 il nutrizionista J. R. Croft,  nel suo saggio Bombacaceae: In Handbooks of the Flora of Papua New Guinea, aggiunse che l'assunzione di alcool dopo aver mangiato del durian veniva spesso seguita da «una sensazione di euforia». Queste osservazioni sono state prese in esame da numerose ricerche mediche, che non hanno tuttavia portato a conclusioni univoche; la questione fu trattata anche in uno studio dell'Università di Tsukuba, in cui si affermava che l'alto contenuto di zolfo nel durio inibisce l'attività dell'aldeide deidrogenasi, riducendo del 70% la capacità di pulire le tossine alcoliche dal corpo.
Il durian è conosciuto come il "re dei frutti", o "durian tahi gajah", nome comune attribuitogli per l'aspetto maestoso e per l'odore caratteristico. La Garcinia mangostana, più comunemente chiamata "mangostano", è invece detta "regina dei frutti" per via del periodo di fruttificazione, coincidente con quello del durian. Nel Sud-est asiatico, dove si è visto essere più diffuso, quest'ultimo è anche rappresentato all'interno di libri, film e serie televisive.
A causa della sua pesantezza e per la presenza di spine appuntite, la caduta di un durian sulla testa di una persona può causare gravi ferite; di conseguenza, a coloro che hanno intenzione di raccoglierlo viene consigliato di indossare un elmetto protettivo. Alfred Russel Wallace scrive che raramente gli incidenti nella raccolta risultano mortali, poiché la forte perdita di sangue evita l'insorgere di infezioni o infiammazioni. Secondo un detto comune nelle zone di raccolta, il durian è dotato di occhi e quindi può vedere dove sta per precipitare; infatti, il frutto sarebbe solito non cadere durante le ore diurne, quando le persone potrebbero rimanere ferite.
A Davao, nelle Filippine, ne cresce in modo spontaneo una varietà senza spine, scoperta negli anni sessanta; nello stesso periodo si osservò che i semi prodotti da tale varietà davano a loro volta vita a frutti senza spine. Un'ulteriore cultivar del durian senza spine è la malese D172, detta, per la sua caratteristica, "durian botak" (traducibile come "durian pelato").
Essendo un frutto molto apprezzato da numerosi animali selvatici, tra cui gli elefanti di Sumatra e le tigri, nel Sud-est asiatico definire una persona "durian" vuol dire sottintendere che essa possiede alcuni tratti bestiali.

### Medicina popolare

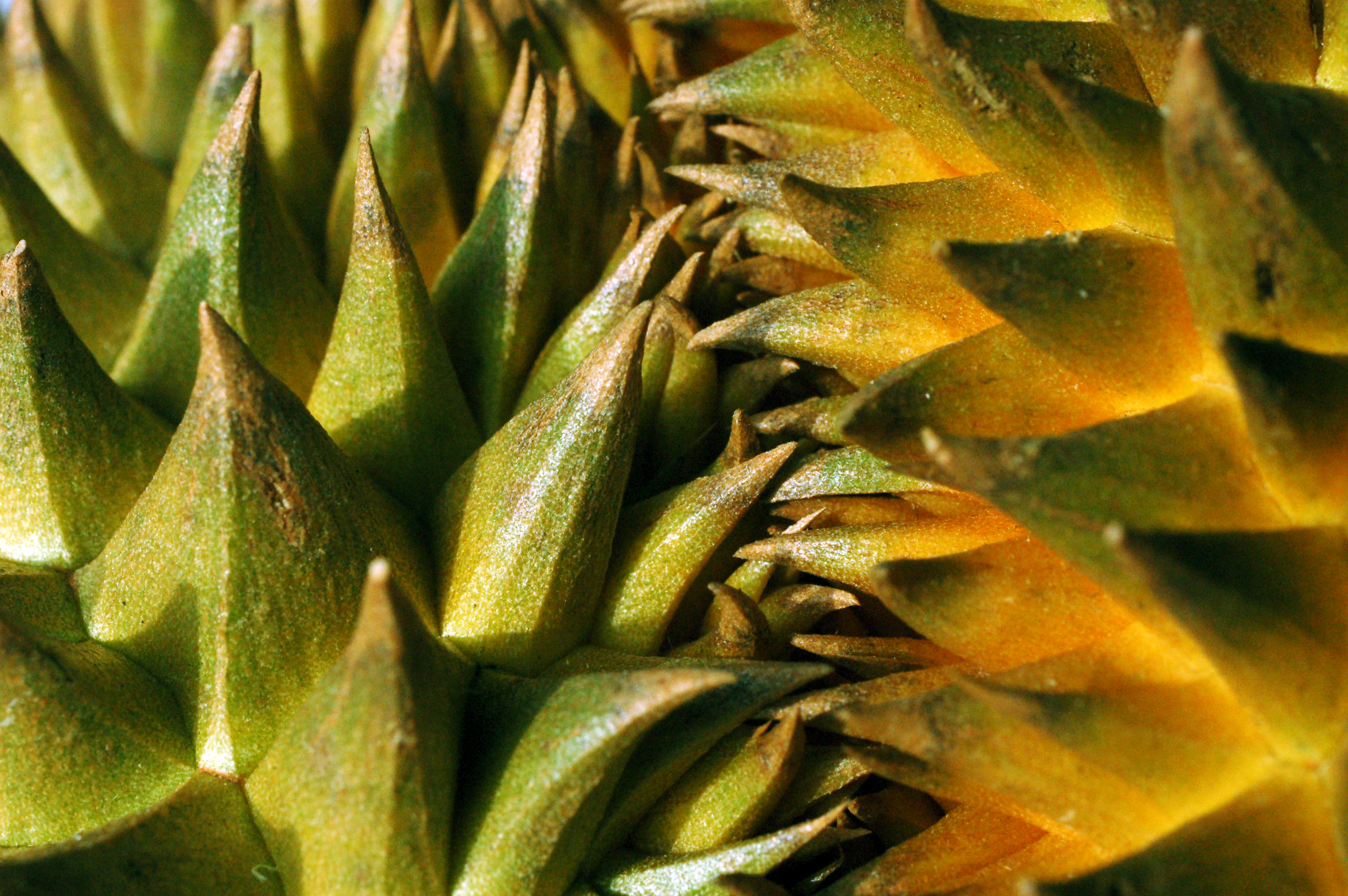
Le spine del durian, capaci di causare gravi danni alle persone

In Malesia, un decotto composto da foglie e radici di durian può essere prescritto come antipiretico per i malati di febbre. Le credenze popolari del Sud-est asiatico e della medicina tradizionale cinese ritengono che il frutto – a causa dell'alta presenza di calorie nella polpa – abbia proprietà capaci di innalzare la temperatura corporea, tali da portare a un'eccessiva sudorazione;  per contrastare questo effetto, è comunemente diffusa l'usanza di versare acqua nel guscio vuoto del frutto e poi berla. Un metodo alternativo è mangiare del durian assieme al mangostano, che è considerato avere proprietà rinfrescanti; la medicina moderna ha tuttavia definito tale pratica inefficace. Le donne incinte o le persone con ipertensione arteriosa sono tradizionalmente invitate a non consumarlo.
I giavanesi ritengono che il frutto abbia qualità afrodisiache, imponendo delle regole su cosa può e non può essere consumato direttamente dopo di esso; un detto indonesiano, "durian jatuh sarung naik", tradotto "quando il durian scende il sarong sale", si riferisce appunto a questa credenza. L'opinione comune che il frutto possedesse "proprietà erotiche" gli garantì anche un'ampia circolazione in Occidente: tali caratteristiche furono infatti commentate agli inizi del XX secolo dal filosofo svedese Herman Vetterling.

## Valore nutrizionale
Il durian crudo è composto dal 65% di acqua, 27% di carboidrati (inclusi 4% di fibre alimentari), 5% di grassi e 1% di proteine. In 100 grammi di polpa fresca, cruda o surgelata, vengono forniti il 33% del valore giornaliero di tiamina e un contenuto moderato di vitamine B e C.
Secondo uno studio del 2010 condotto dal Journal of Southern Medical University, il DSE (durian shell extract, estratto del guscio del durian) ha proprietà nell'alleviare la tosse, effetto analgesico e moderatamente inibitorio contro lo Pseudomonas aeruginosa, un batterio ubiquitario.